# 447 aC
El 447 aC va ser un any del calendari romà prejulià. Era l'any 307 ab urbe condita, o de la fundació de Roma.

## Esdeveniments
- Revolta a Beòcia. Aquell any es va imposar l'oligarquia a Tebes, Orcomen i Queronea, i es va trencar l'aliança amb Atenes. Els atenencs van ocupar Queronea però la victòria dels tebans en aquella ciutat, amb la mort del general Tòlmides, va obligar-los a evacuar la regió, menys Platea.[1][2]
- S'inicia la construcció del Partenó, consagrat a la deessa grega Atena Pàrtenos, a qui el poble d'Atenes considera la seva protectora. Els arquitectes van ser Ictí i Cal·lícrates.[3]
- Van ser elegits cònsols de Roma Marc Gegani Macerí i Gai Juli Jul.[4]

## Necrològiques
- Mort del general atenenc Tòlmides. Va anar a Beòcia amb 1000 atenencs i alguns soldats d'estats aliats, i va ocupar Queronea on va deixar una guarnició. Però prop d'allí el va sorprendre una força dels exiliats beocis que s'havien unit als d'Orcomen, i a exiliats locris i d'Eubea. A la batalla, els atenencs van ser totalment derrotats i Tòlmides hi va morir, com expliquen Tucídides,[1] Plutarc[5] i Pausànias,[6] a més de Diodor de Sicília.[2]